# Goiás Esporte Clube
El Goiás Esporte Clube és un club de futbol brasiler de la ciutat de Goiânia a l'estat de Goiás. El club va ser fundat el 6 d'abril de 1943 per un grup d'amics encapçalat per Lino Barsi. El 1973 va ascendir per primer cop a la primera divisió del campionat brasiler.

## Palmarès
- Campionat goiano: 24
  - 1966, 1971, 1972, 1975, 1976, 1981, 1983, 1986, 1987, 1989, 1990, 1991, 1994, 1996, 1997, 1998, 1999, 2000, 2002, 2003, 2006, 2009, 2012, 2013

- Copa Centro-Oeste: 3
  - 2000, 2001, 2002

- Segona divisió del campionat brasiler: 2
  - 1999, 2012